# Ancistrini
Ancistrini es una tribu de peces siluriformes perteneciente a la familia Loricariidae.

## Géneros
- Acanthicus
- Ancistrus
- Baryancistrus
- Chaetostoma
- Cordylancistrus
- Dekeyseria
- Dolichancistrus
- Etsaputu
- Exastilithoxus
- Hemiancistrus
- Hopliancistrus
- Hypancistrus
- Lasiancistrus
- Leporacanthicus
- Lipopterichthys
- Lithoxus
- Megalancistrus
- Micracanthicus
- Neblinichthys
- Oligancistrus
- Panaqolus
- Panaque
- Parancistrus
- Paulasquama
- Pseudacanthicus
- Pseudancistrus
- Pseudolithoxus
- Scobinancistrus
- Soromonichthys
- Spectracanthicus